# Могок (округ Геркаймер, Нью-Йорк)
Могок (англ. Mohawk) — селище (англ. village) в США, в окрузі Геркаймер штату Нью-Йорк. Населення — 2415 осіб (2020).

## Географія
Могок розташований за координатами 43°0′34″ пн. ш. 75°0′26″ зх. д. / 43.00944° пн. ш. 75.00722° зх. д. (43.009377, -75.007139).  За даними Бюро перепису населення США в 2010 році селище мало площу 2,34 км², з яких 2,27 км² — суходіл та 0,07 км² — водойми.

## Демографія
Згідно з переписом 2010 року, у селищі мешкала 2731 особа в 1206 домогосподарствах у складі 699 родин. Густота населення становила 1168 осіб/км².  Було 1276 помешкань (546/км²).
Расовий склад населення:
| - 96,7 % — білих - 1,1 % — чорних або афроамериканців - 0,6 % — азіатів - 0,2 % — корінних американців |

До двох чи більше рас належало 1,3 %. Частка іспаномовних становила 1,5 % від усіх жителів.
За віковим діапазоном населення розподілялося таким чином: 21,2 % — особи молодші 18 років, 61,3 % — особи у віці 18—64 років, 17,5 % — особи у віці 65 років та старші. Медіана віку мешканця становила 40,9 року. На 100 осіб жіночої статі у селищі припадало 91,0 чоловіків;  на 100 жінок у віці від 18 років та старших — 89,9 чоловіків також старших 18 років.
Середній дохід на одне домашнє господарство  становив 50 179 доларів США (медіана — 42 941), а середній дохід на одну сім'ю — 57 996 доларів (медіана — 50 921). Медіана доходів становила 35 800 доларів для чоловіків та 40 386 доларів для жінок. За межею бідності перебувало 17,1 % осіб, у тому числі 24,0 % дітей у віці до 18 років та 11,9 % осіб у віці 65 років та старших.
Цивільне працевлаштоване населення становило 1170 осіб. Основні галузі зайнятості: освіта, охорона здоров'я та соціальна допомога — 34,3 %, роздрібна торгівля — 14,4 %, мистецтво, розваги та відпочинок — 11,0 %, виробництво — 10,0 %.